# Ostwestfalenhalle
Die Ostwestfalenhalle ist ein ursprünglich als Großmarkthalle geplantes und heute als Mehrzweckhalle genutztes Bauwerk im ostwestfälischen Verl im Kreis Gütersloh. Sie befindet sich an der Paderborner Straße 408 im Ortsteil Kaunitz, ist 52 Meter lang sowie 35 Meter breit. Die Halle wurde am 1. April 1966 eingeweiht und wird wegen ihrer ursprünglichen Bestimmung als Handelsplatz für Geflügel und Geflügelerzeugnisse im Volksmund als Eierhalle oder auch Eierscheune bezeichnet.

## Geschichte
Die Geschichte der Ostwestfalenhalle geht bis in die späten 1950er Jahre zurück, als der damalige Kreis Wiedenbrück eine Hochburg der Geflügelhaltung und Eiererzeugung war. In Kaunitz, auf dem Hof einer Gastwirtschaft, entstand 1960 ein Geflügelgroßmarkt, auf dem Händler aus ganz Nordrhein-Westfalen Hühner, Gänse, Enten und Eier anboten.
Der Markt wurde für die vorhandenen Platzverhältnisse rasch zu groß, so dass die Gemeindevertreter von Österwiehe den Bau einer Halle als Ausweichort planten und dafür auch ein Grundstück zur Verfügung stellten. Die Geflügelhändler erklärten sich bereit, sich an den Baukosten von 900.000 D-Mark mit 150.000 D-Mark zu beteiligen. Betreiber der Halle war zunächst ein Zweckverband aus Vertretern der Gemeinde und der Händler, später die Gemeinde Verl. Seit 2006 ist die Ostwestfalenhalle ein Eigenbetrieb der Stadt.

## Veranstaltungen
Heute wird die Ostwestfalenhalle als Mehrzweckhalle genutzt, in der z. B. Konzerte, Verbrauchermessen, Schützenfeste, Trödel- und Antikmärkte stattfinden. 2013 wurden dort 59 Veranstaltungen durchgeführt.
Größte Veranstaltung ist noch immer der aus dem ursprünglichen Geflügelgroßmarkt hervorgegangene, monatlich in und um die Halle stattfindende Hobbymarkt, der mit mehr als 350 Händlern nach eigener Aussage als größter Tier- und Trödelmarkt Deutschlands gilt. Auch die Trucker- und Oldtimer-Treffen locken alljährlich Besucher aus ganz Deutschland an. Des Weiteren hat die Klubsiegerausstellung als höchste Ausstellung des Deutschen Teckelklubs schon mehrfach dort stattgefunden.

## Impressionen

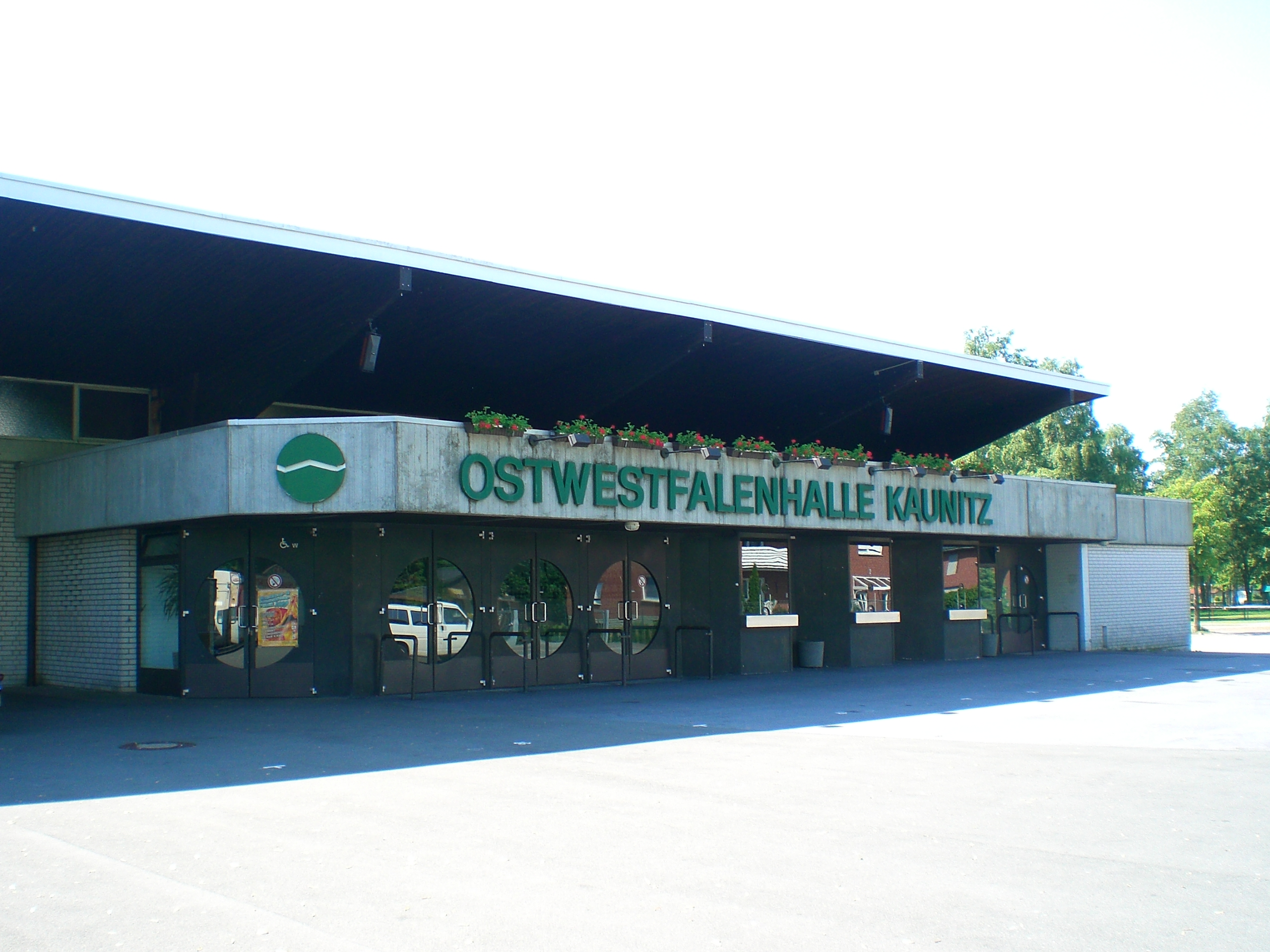
Haupteingang der Ostwestfalenhalle, im Jahr 2009